# 拍石头乡
拍石头乡，是中华人民共和国河南省新乡市辉县市下辖的一个乡镇级行政单位。

## 行政区划
拍石头乡下辖以下地区：
拍石头村、圪道村、松贡水村、张飞城村、四里厂村、海棠厂村、寨洼村、江脑村、张四沟村、横岭村、宝泉洼村、黑沟水村、蒿坪村、照壁山村、牛骨湾村、杨家岭村和富庄村。